# How Can You Expect to Be Taken Seriously?
How Can You Expect to Be Taken Seriously? is een nummer van het Britse synthpopduo Pet Shop Boys uit 1991. Het verscheen als dubbele A-kant met Where the Streets Have No Name (I Can't Take My Eyes Off You), als de derde single van hun vierde studioalbum Behaviour.
Volgens Neil Tennant werd het nummer geïnspireerd door een "vrouwelijke popster uit 1989". Vermoedelijk doelde Tennant op zangeres Wendy James van Transvision Vamp. "How Can You Expect to Be Taken Seriously?" behaalde, samen met "Where the Streets Have No Name (I Can't Take My Eues Off You)", een gedeelte 4e positie in het Verenigd Koninkrijk. In het Nederlandse taalgebied behaalde het nummer geen hitlijsten.